# Auga seca
Auga seca és una sèrie de televisió estrenada el 2020 per Televisión de Galicia i RTP, una coproducció de les dues cadenes i rodada en gallec i portuguès.
Era prevista la seva emissió a HBO España a partir de l'1 d'abril de 2020 i també a HBO Portugal.

## Argument
Paulo Duarte mor.Un aparent suïcidi que no convenç ningú: ni a la policia ni a la seva germana Teresa, que decideix deixar la seva vida a Lisboa per saber què li va passar realment al seu germà. Teresa no s'equivoca i la mort de Paulo amaga molt més del que sembla: una xarxa de tràfic d'armes dirigida per Mauro Galdón, empresari d'èxit i padrí de Teresa.
La inesperada mort del seu germà fa que Teresa vegi que la seva vida canvia de cop. Incapaç d'esperar als resultats de la investigació, es trasllada de Lisboa a Vigo per treballar a l'antiga empresa del seu germà i investigar què li va passar. Els esdeveniments van provocar mesos d'investigació coordinada entre la policia judicial d'Espanya i Portugal, sota l'atenta mirada d'Interpol.
Per Espalha-Factos: És precisament a partir d'aquesta barreja de sons entre portuguès i gallec que viurà la sèrie, comptant també amb actors gallecs del repartiment. Una altra de les mescles més evidents del projecte és el negoci il·legal de trànsit d'armes amb el món empresarial.
El projecte va trigar dos anys a sortir del paper, el 2019 ja es va mostrar a Canes i va vendre els drets de transmissió a un distribuïdor anglès. Un bon indicador del que podem esperar de la nova proposta televisiva amb un repartiment portuguès i gallec. Rodada entre Vigo i Lisboa, dues ciutats amb un aspecte atlàntic units en aquesta ficció transfronterera, Auga seca reflexiona sobre la família i la moralitat en un univers on res ni ningú és el que sembla i on tothom busca saber la veritat.
Per Sónia Calheiros: A Auga Seca, una sèrie escrita per Pepe Coira, en què es parla portuguès, gallec i "portuñol", la protagonista Victoria Guerra va anar a buscar una certa inspiració per al personatge d'Amy Adams a Sharp Objects: una periodista solitària, amb una investigació independent a la mà. Sense haver parlat mai gallec a la seva vida, l'actriu de 30 anys va sentir aprendre la llengua com una major dificultat. El vincle entre Portugal i Espanya es fa mitjançant el contraban d'armes i la investigació conjunta de la policia. No tractant-se d'una sèrie d'accions pures i senzilles, el tema del tràfic d'armes és, sens dubte, una opció interessant, després del tràfic de drogues, per exemple, tan ben explorat a Fariña, una sèrie també ambientada a Galícia.
Segons la RTVG: Auga Seca, un drama policial emmarcat en l'univers del tràfic d'armes i les seves connexions amb el món empresarial, és la primera sèrie en gallec que té l'accés a l'exclusiu Mipcom de Cannes, està coproduïda per la gallega Portocabo i SP-i, la productora de televisió més important del país veí, i serà distribuït internacionalment per la britànica DCD Rights. La trama plena de girs i sorpreses és una nova col·laboració entre TVG i RTP, canals que mantenen estrets vincles, després de coproduir també les sèries Vidago Palace i Verão M i programes com Camiños de irmandade i especials d' Aquí Galicia i Aquí Portugal.
La preestrena de la sèrie va ser a Vigo el 29 de gener de 2020.

## Episodis[4]
- Episodi 1: un noi portuguès, Paulo Duarte, apareix mort al port de Vigo. Aparentment és un suïcidi, tot i que ningú al seu voltant no pot entendre per què ho va fer. Tampoc la seva germana Teresa, que marxa de Lisboa cap a Vigo; ni el seu padrí, Mauro Galdón, un important empresari de Vigo, propietari de l'empresa de logística on treballava Paulo i a qui la mort de Paulo l'afectarà més del que voldria.

Emès a RTP1 el 17 de gener de 2020 i a TVG el 2 de febrer de 2020 (8,1 % d'audiència i 68.000 espectadors).).
- Episodi 2: Després de descobrir diverses armes a l'apartament de Paulo, l'inspector Viñas i la seva companya Gabriela se centren encara més en la investigació de la seva mort, que de fet va ser un assassinat. La presència de la policia al port compromet el negoci paral·lel de Mauro, que es veu obligat a ajornar l'operació de tràfic d'armes. Per la seva banda, Teresa torna a Lisboa, tot i estar segura que el seu germà no es va suïcidar.

Emès a RTP1 el 24 de gener de 2020 i a TVG el 9 de febrer de 2020.
- Episodi 3: les darreres pistes trobades per la policia fan creure que Paul traficava armes. El que no es podien imaginar és que el negoci de Paulo era només una petita part i que el veritable distribuïdor és Mauro, que acaba de descobrir que Paulo li robava. Ja establerta a Vigo, Teresa comença a investigar tota sola. Mentrestant, els Galdón es preparen per un esdeveniment important a la Fundació, en què Fran presentarà el seu projecte per combatre la sequera a través de "l'aigua seca".

Emès a RTP1 el 31 de gener de 2020 i a TVG el 16 de febrer de 2020
- Episodi 4: Després de ser atacat a la seu de la seva empresa a Luanda, Mauro es veu obligat a reprendre l'enviament d'armes als seus clients a Àfrica. D'altra banda, la seva filla Sílvia i Leo, tots dos còmplices de Paulo al negoci del tràfic d'armes, continuen sent xantatjats per la persona que va matar Paulo. A més, Leo creu que Teresa es va assabentar que era a l'apartament de Paul i té por que el denunciï a la policia. El que no sap és que l'equip de Viñas ja el vigila.

Emès a RTP1 el 7 de febrer de 2020 i a TVG el 23 de febrer de 2020.
- Episodi 5: gràcies a la Teresa, els inspectors descobreixen que Sílvia era la xicota de Paulo i tornen a parlar amb ella. Tan bon punt la policia es pregunta sobre el paper de la filla dels Galdón en la investigació en curs, els homes de Mauro esperen l'arribada de les armes, que provenen de Portugal. Ha arribat el moment de preparar l'enviament a Àfrica, amagant les armes a la maquinària de l'aigua seca. Per la seva banda, Leo i Sílvia descobreixen que l'home que els fa xantatge és Rafa, un policia, i finalment decideixen pagar-li.

Emès a RTP1 el 14 de febrer de 2020 i a TVG l'1 de març de 2020
- Episodi 6: Després que Sílvia els confessi que va matar Rafa, Mauro i Irene pensen no que poden fer res per ajudar la seva filla. Mentrestant, la policia ja ha trobat el cos de Rafa i busca Leo per demostra si és el culpable. En Leo s'amaga i no passarà molt abans de ser descobert. Però qui el captura no és la policia, sinó Mauro. Mentre Nicasio supervisa els detalls finals de l'enviament d'armes, que s'enviaran en un vaixell aquell mateix dia, Fran comença a sospitar que alguna cosa no va bé quan s'adona que la maquinària d'aigua seca no es troba al magatzem del laboratori ni al port.

Emès a RTP1 el 21 de febrer de 2020 i a TVG el 8 de març de 2020.

## Repartiment

### Portuguesos
- João Arrais, com Paulo, el difunt
- Vitória Guerra, com a Teresa, germana de Paul
- João Pedro Dantas, com el policia portuguès Machado
- Marta Andrino, una agent de policia portuguesa
- Adriano Luz, com a Lázaro, exmilitar.
- Joana Santos, com a Laura, propietària d'un cafè a Vigo
- Igor Regalla, com Abel

### Gallecs
- Serxio Pazos, com a inspector Viñas
- Monti Castiñeiras, com Mauro Galdón
- Eva Fernández, com Irene Galdón, l'esposa de Mauro Galdón
- Santiago Romay, com Fran Galdón, el fill
- Paloma Saavedra, com Silvia Galdón, la filla
- Rubén Rios, com a Rafa
- Cris Iglesias, com a Gabriela Ferreiro, inspectora de policia judicial
- Manolo Cortés, com a Nicasio
- Adrián Ríos, com a Leo
- Carmen Méndez, com a Magdalena
- Nacho Castaño, com Méndez